# Pelochyta albipars
Pelochyta albipars är en fjärilsart som beskrevs av George Francis Hampson 1914. Pelochyta albipars ingår i släktet Pelochyta och familjen björnspinnare. Inga underarter finns listade i Catalogue of Life.